# Didier Pironi
Didier Pironi, né le 26 mars 1952 à Villecresnes en Seine-et-Oise (aujourd'hui en Val-de-Marne) et mort accidentellement le 23 août 1987 à Poole au Royaume-Uni dans une course offshore de bateaux à moteurs, est un pilote automobile et motonautique français.
Il court en Formule 1 à partir de la saison 1978 et remporte trois courses dont deux avec Ferrari en 1982, année où il lutte pour le titre mondial, notamment avec son coéquipier Gilles Villeneuve qui se tue lors des essais du Grand Prix de Belgique. Il est lui-même victime d'un terrible accident trois mois plus tard lors du Grand Prix d'Allemagne qui met fin à sa carrière de pilote alors qu'il est en tête du championnat.

## Biographie

### La filière Elf

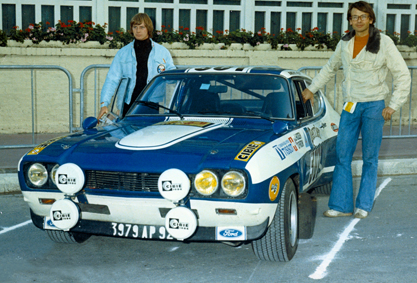
Didier Pironi (à gauche) et Jacques Hoden au tour auto 1972 sur Ford Capri Gr2

En 1972, Didier Pironi court le Grand National (épreuve parallèle au Tour de France automobile) sur Ford Capri 2600 RS groupe 2 comme coéquipier de Jacques Hoden. Sa carrière prend forme en 1972 lorsqu'il remporte le Volant Elf sur le circuit du Castellet. Intégré à la Filière Elf, il va alors grimper tous les échelons jusqu'à la Formule 1. En 1974, il remporte le titre de champion de France de Formule Renault, ainsi que le Challenge Européen de Formule Renault, puis en 1976 le titre de champion d'Europe de Formule Renault. En 1977, il passe à la Formule 2 (troisième du championnat derrière son coéquipier René Arnoux et l'Américain Eddie Cheever) non sans avoir effectué cette année-là une pige victorieuse en Formule 3 puisqu'il remporte le prestigieux grand prix de Monaco F3, véritable ticket d'entrée pour la Formule 1 car disputé sous l'œil du gratin du sport automobile mondial.

### Premiers succès

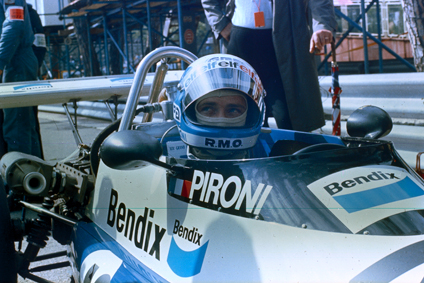
Didier Pironi au GP de Monaco de F3 1977.

En 1978, Didier Pironi intègre l'écurie Tyrrell (alors sponsorisée par Elf), où il peut effectuer ses gammes dans l'ombre de son compatriote Patrick Depailler, le premier pilote de l'équipe. Cette même année, et malgré les réticences de son employeur Ken Tyrrell, Didier Pironi dispute les 24 Heures du Mans en compagnie du vétéran Jean-Pierre Jaussaud sur le prototype Alpine-Renault A442B. Malgré des soucis de transmission et une chaleur éprouvante (l'Alpine-Renault A442B est une voiture ouverte mais recouverte d'une bulle de plexiglas qui rend l'atmosphère de l'habitacle absolument étouffante), l'équipage Jaussaud-Pironi décroche dans la Sarthe une victoire historique pour le sport automobile français.

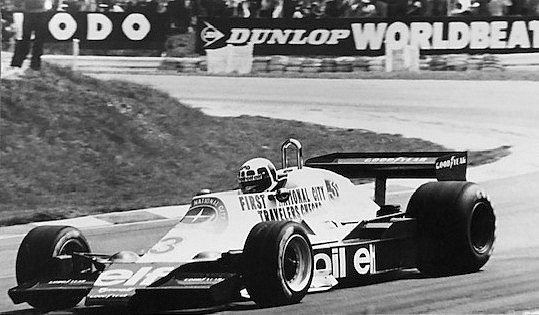
Didier Pironi sur la Tyrrell 008 sort du virage Druids du circuit de Brands Hatch lors du Grand Prix de Grande-Bretagne 1978.

En 1979, malgré sa volonté de changer d'air (il a pu mesurer en 1978 la différence entre la surpuissante structure Renault au Mans et le côté plus artisanal de Tyrrell), Pironi effectue une deuxième saison pour l'écurie de Ken Tyrrell. Au sein d'une équipe désormais incapable de rivaliser avec les meilleures écuries (Ferrari, Williams, Ligier...), Didier doit se contenter de grappiller quelques places d'honneur, au gré des incidents de course.

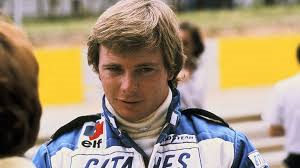
Didier Pironi chez Ligier.

En 1980, Pironi rejoint Ligier avec de grosses ambitions. L'année précédente, l'équipe française s'est en effet montrée en mesure de jouer régulièrement la victoire. Le potentiel de la Ligier se concrétise dès le cinquième grand prix de la saison à Zolder en Belgique, puisque Didier Pironi y décroche avec brio sa première victoire en Formule 1. Mais malgré les belles performances des Ligier, Pironi se lasse vite des coups de gueule de son patron Guy Ligier et du statut de premier pilote dont bénéficie son coéquipier Jacques Laffite. Didier Pironi préfère alors répondre positivement aux sollicitations de la Scuderia Ferrari, pourtant au fond du gouffre en cette saison 1980. Avec Ligier, il termine tout de même la saison à la cinquième place du championnat des pilotes.
En 1981, Didier Pironi découvre une Scuderia Ferrari en pleine reconstruction, qui suivant le modèle de Renault, s'est lancée dans le développement d'un moteur turbocompressé. Dans un contexte technique délicat, Pironi subit le plus souvent la loi de son redoutable coéquipier québécois Gilles Villeneuve, auteur cette année de deux victoires rentrées dans les annales de la Formule 1, et adulé des tifosi. Cette saine rivalité interne n'empêche pourtant pas Pironi et Villeneuve d'entretenir une grande amitié hors-piste.

### Les tragédies de 1982

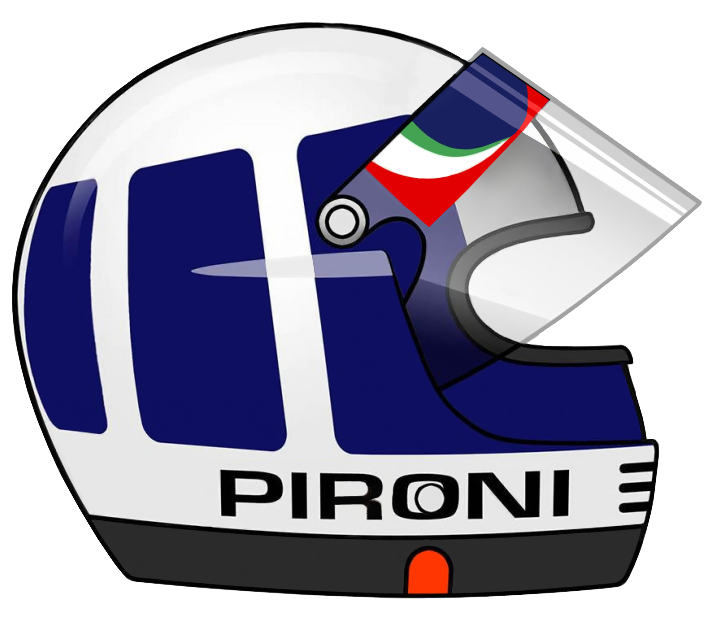
Le casque de Didier Pironi.

L'arrivée à maturité du moteur turbo permet à l'ensemble de l'équipe Ferrari d'entretenir de grosses ambitions pour la saison 1982. Le début d'année est pourtant marqué par les conflits politiques qui empoisonnent l'atmosphère de la Formule 1. Porte-parole des pilotes, toujours très impliqué dans les questions liées à la sécurité, Didier Pironi se transforme ainsi en véritable leader syndicaliste lors de la fameuse grève des pilotes au Grand prix d'Afrique du Sud 1982 (il s'agissait de protester contre un projet de super-licence qui aurait entravé la liberté contractuelle des pilotes). D'un strict point de vue sportif, le début de saison n'est pas vraiment conforme aux ambitions de la Scuderia Ferrari et il faut attendre le Grand Prix de Saint-Marin 1982 (boycotté par la plupart des écuries britanniques) pour retrouver les Ferrari à leur aise. Alors que l'on s'achemine vers un facile doublé Villeneuve-Pironi, Pironi entreprend en fin de course d'attaquer son coéquipier. Il s'ensuit un duel fratricide dont Pironi sort vainqueur. S'estimant trahi par son ami et coéquipier (le stand Ferrari avait implicitement gelé les positions en agitant le panneau « Slow » devant ses pilotes), Villeneuve ne cache pas son amertume sur le podium, boudant ostensiblement le succès de Pironi.
La réconciliation entre les deux amis n'aura jamais lieu puisque lors des qualifications du Grand Prix suivant disputé en Belgique en mai 1982, Gilles Villeneuve se tue dans son tour de décélération après avoir essayé de battre Pironi qui était à la sixième position. Puis, au mois de juin, Pironi est impliqué dans un nouveau drame : s'élançant de la pole position au Grand Prix du Canada (performance qu'il dédie à son coéquipier disparu), il cale au départ et se fait emboutir par l'Osella de l'inexpérimenté pilote italien Riccardo Paletti, qui est tué sur le coup.
Affecté par ces drames à répétition, Pironi n'en met pas moins à profit une remarquable série de places d'honneur ainsi qu'une victoire au Grand Prix des Pays-Bas à Zandvoort pour s'emparer de la tête du championnat du monde. Au volant d'une Ferrari de plus en plus performante, Pironi s'affirme à quelques épreuves de la fin du championnat comme le grand favori pour le titre mondial. Mais tous ses espoirs s'évanouissent lors des essais du Grand Prix d'Allemagne : roulant à vive allure sous la pluie, il s'envole sur la Renault d'Alain Prost, au ralenti devant lui et masquée par le brouillard. Après un terrible vol plané, la Ferrari retombe sur son nez, broyant les jambes de son infortuné pilote. Encore conscient, Pironi parvient à convaincre les médecins de ne pas l'amputer, mais sa carrière de pilote de F1 vient de s'arrêter. Au championnat pourtant, seul le Finlandais Keke Rosberg parviendra à le dépasser à l'issue des cinq dernières courses (et pour 5 points seulement), faisant de Didier Pironi le vice-champion du monde 1982, son écurie Ferrari est championne du monde des constructeurs, Patrick Tambay et Mario Andretti ayant succédé aux pilotes accidentés.

### Essai de retour à la compétition
Après plusieurs mois d'hospitalisation, de multiples opérations et une interminable rééducation, Didier Pironi peut reprendre une vie normale. En 1986, quatre ans après son accident, il retrouve même le volant de monoplaces de Formule 1. Il s'installe pour la toute première fois en grand secret à huis clos dans le baquet d'une F1 sur le petit circuit privé de Davron (entre La Ferme Neuve et le château de Wideville à côté de Saint-Nom-la-Bretèche en région parisienne). Par la suite, Didier effectuera de vrais essais, notamment sur le circuit de Dijon-Prenois (Pironi fera successivement des tests pour les écuries françaises AGS, Ligier et Larrousse) en vue d'un éventuel come-back. Mais les essais ne sont guère concluants et poussent Pironi à regarder ailleurs.

### Bateaux de course offshore et décès
Après avoir assisté à l'invitation de Philippe Streiff et Gilles Gaignault aux championnats du Monde « offshore » qui se disputent autour de l'île de  Key West au sud de Miami en Floride à la mi-novembre 1985, Didier, véritablement enthousiasmé, se découvre une nouvelle passion. En 1986, il se lance dans la compétition aux commandes du surpuissant Rocky-Euromarché aux côtés de Jean-Pierre Fruitier, le seul pilote français dans la discipline. Puis, en 1987, avec le soutien financier d'Elf et du groupe Midial via ses marques Banania et Colibri, il monte sa propre équipe et fait construire le « Colibri » qu'il pilote lui-même.
Début août 1987, Pironi remporte sa première victoire à Arendal en Norvège mais, deux semaines plus tard, le 23 août, Pironi et l'ensemble de son équipage constitué de Jean-Claude Guénard et du journaliste Bernard Giroux se tuent à bord du Colibri, après que le bateau s'est retourné à très haute vitesse et s'est écrasé à la surface au large de l'île de Wight dans le sud de l'Angleterre.
Le Colibri, restauré et piloté par le pilote Jean-Pierre Jarier est offert à Michel Hommell, créateur du musée du Manoir de l'automobile à Lohéac où il est exposé.

## Résultats en championnat du monde de Formule 1
| Saison | Ecurie                          | Châssis | Moteur           | Pneus    | GP disputés | Victoires | Pole positions | Meilleurs tours | Points inscrits | Classement |
| ------ | ------------------------------- | ------- | ---------------- | -------- | ----------- | --------- | -------------- | --------------- | --------------- | ---------- |
| 1978   | Elf Team Tyrrell                | 008     | Ford-Cosworth V8 | Goodyear | 16          | 0         | 0              | 0               | 7               | 15e        |
| 1979   | Team Tyrrell Candy Tyrrell Team | 009     | Ford-Cosworth V8 | Goodyear | 15          | 0         | 0              | 0               | 14              | 10e        |
| 1980   | Équipe Ligier Gitanes           | JS11/15 | Ford-Cosworth V8 | Goodyear | 14          | 1         | 2              | 3               | 32              | 5e         |
| 1981   | Scuderia Ferrari SpA SEFAC      | 126CK   | Ferrari V6 turbo | Michelin | 15          | 0         | 0              | 1               | 9               | 13e        |
| 1982   | Scuderia Ferrari SpA SEFAC      | 126C2   | Ferrari V6 turbo | Goodyear | 10          | 2         | 2              | 2               | 39              | 2e         |
|        | Total                           |         |                  |          | 70          | 3         | 4              | 6               | 101             |            |

## Victoires en championnat du monde de Formule 1
| # | Année | Manche | Date           | Grand Prix  | Circuit   | Position de départ | Écurie      | Voiture | Résumé |
| - | ----- | ------ | -------------- | ----------- | --------- | ------------------ | ----------- | ------- | ------ |
| 1 | 1980  | 5/14   | 4 mai 1980     | Belgique    | Zolder    | 2e                 | Ligier-Ford | JS11/15 | Résumé |
| 2 | 1982  | 4/16   | 25 avril 1982  | Saint-Marin | Imola     | 4e                 | Ferrari     | 126 C2  | Résumé |
| 3 | 1982  | 9/16   | 3 juillet 1982 | Pays-Bas    | Zandvoort | 4e                 | Ferrari     | 126 C2  | Résumé |

## Résultats aux 24 Heures du Mans
| Année | Voiture              | Équipe              | Équipiers                            | Résultat  |
| ----- | -------------------- | ------------------- | ------------------------------------ | --------- |
| 1976  | Porsche 934          | Kremer Racing       | Marie-Claude Charmasson / Bob Wollek | 19e       |
| 1977  | Renault Alpine A442  | J. Haran de Chaunac | René Arnoux / Guy Fréquelin          | Abandon   |
| 1978  | Renault Alpine A442B | Renault Sport       | Jean-Pierre Jaussaud                 | Vainqueur |
| 1980  | BMW M1               | BMW France          | Dieter Quester / Marcel Mignot       | 14e       |

## Palmarès
- Vice-champion du monde des pilotes de Formule 1 1982.
- Trois victoires en F1 :
  - Grand Prix de Belgique 1980 (Zolder) sur Ligier ;
  - Grand Prix de Saint-Marin 1982 (Imola) sur Ferrari ;
  - Grand Prix des Pays-Bas 1982 (Zandvoort) sur Ferrari.
- Vainqueur des 24 Heures du Mans 1978 sur Renault Alpine A442 avec Jean-Pierre Jaussaud.

## Divers
- José Dolhem, le demi-frère et cousin de Didier Pironi (ils avaient le même père et leurs mères étaient sœurs) et de huit ans son aîné, a également effectué une carrière de pilote automobile qui l'a mené jusqu'à la Formule 1 en 1974 (trois participations, dont deux non-qualifications). Il s'est tué près de Roanne en avril 1988 au commande d’un avion privé de la compagnie Chaillotine Air Service[4].
- Didier Pironi s'est marié en avril 1982 à Eugénie-les-Bains avec Catherine Bleynie[5]. Dès juillet 1982, Didier Pironi vécut une romance avec l'actrice Véronique Jannot.
- Catherine Goux, sa compagne, donna, grâce à une fécondation in vitro, naissance à des jumeaux, prénommés Gilles et Didier, en janvier 1988, quelques mois après la mort de leur père[6].
- Sa tombe est dans le cimetière de Grimaud, dans le Var.